# Vincenzo Millico
Vincenzo Millico, né le 12 août 2000 à Turin en Italie, est un footballeur italien, qui évolue au poste d'ailier gauche.

## Biographie

### Torino FC
Né à Turin en Italie, Vincenzo Millico est formé par la Juventus avant de rejoindre le rival du Torino FC. En décembre 2017 il est convoqué pour la première fois avec le groupe professionnel mais il ne joue finalement pas. Millico joue son premier match en professionnel le 23 février 2019, lors d'une rencontre de Serie A face à l'Atalanta Bergame. Il entre en jeu à la place de Daniele Baselli et son équipe s'impose par deux buts à zéro ce jour-là. 
Le 1er août 2019 Millico joue son premier match de coupe d'Europe lors d'une rencontre qualificative pour la Ligue Europa face au Debrecen VSC. Ce jour-là le Torino s'impose par quatre buts à un et le jeune attaquant italien inscrit son premier but en professionnel quelques minutes après son entrée en jeu.

### Prêts
Le 4 janvier 2021, Vincenzo Millico est prêté jusqu'à la fin de la saison au Frosinone Calcio,, club évoluant alors en Serie B.

### Cagliari Calcio
Le 12 août 2022, jour de ses 22 ans, Vincenzo Millico quitte définitivement le Torino FC pour s'engager en faveur du Cagliari Calcio. Il signe un contrat courant jusqu'en juin 2026.

### Ascoli Calcio
Après avoir été libéré par Cagliari lors de l'été 2023, Vincenzo Millico s'engage en faveur du Ascoli Calcio le 12 juillet 2023.

### En équipe nationale
Il compte sept sélections avec les moins de 19 ans, toutes obtenues en 2018.